# Angela Tooby
Pour les articles homonymes, voir Angela Smith, Smith et Tooby.
Angela Tooby (épouse Smith ; née le 24 octobre 1960 à Woolhope) est une athlète britannique, spécialiste des courses de fond et du cross-country. 

## Biographie
Représentant le pays de Galles, Angela Tooby remporte la médaille de bronze sur 10 000 mètres aux Jeux du Commonwealth de 1986, derrière l’Écossaise Liz Lynch et la Néo-zélandaise Anne Audain.
En 1988, elle se classe deuxième à la fois en individuel et par équipes aux Championnats du monde de cross-country.
Sa sœur jumelle, Susan Tooby est également athlète.

### Palmarès
| Date | Compétition                            | Lieu            | Résultat | Épreuve     | Performance    |
| ---- | -------------------------------------- | --------------- | -------- | ----------- | -------------- |
| 1984 | Championnats du monde de cross-country | East Rutherford | 8e       | Individuel  | 16 min 18 s    |
| 1985 | Championnats du monde de cross-country | Lisbonne        | 6e       | Individuel  | 15 min 40 s    |
| 1986 | Jeux du Commonwealth                   | Édimbourg       | 3e       | 10 000 m    | 32 min 25 s 38 |
| 1987 | Championnats du monde                  | Rome            | 9e       | 10 000 m    | 31 min 55 s 30 |
| 1988 | Championnats du monde de cross-country | Auckland        | 2e       | Individuel  | 19 min 23 s    |
| 1988 | Championnats du monde de cross-country | Auckland        | 2e       | Par équipes | 61 points      |

### Records
| Épreuve       | Performance    | Lieu | Date             |
| ------------- | -------------- | ---- | ---------------- |
| 10 000 mètres | 31 min 55 s 30 | Rome | 4 septembre 1987 |